# 인천광역시교육과학연구원
인천광역시교육과학연구원(仁川廣域市敎育科學硏究院, Incheon Education and Science Research Institute은 교육의 이론 및 실제에 관한 조사연구, 교육자료의 개발·보급, 학생의 과학기술교육 진흥을 위한 제사업을 실시함으로써 인천교육 발전을 도모하기 위하여 인천광역시교육청 산하에 설치된 직속기관이다.
원장은 장학관이나 교육연구관으로 보한다.

## 연혁
- 1983년 3월 1일: 인천직할시과학연구원 설치
- 1989년 5월 18일: 인천직할시교육과학연구원으로 변경
- 1995년 1월 1일: 인천광역시교육과학연구원으로 변경

## 조직
원장
- 교육정보자료부
- 과학교육부
- 교육정책연구소
- 총무부